# Primula sikkimensis
Primula sikkimensis Hook., 1851 è una pianta appartenente alla famiglia delle Primulaceae.

## Distribuzione e habitat
L'areale di questa specie si estende dall'Himalaya alla Cina (Sichuan, Yunnan) e al Myanmar.